# Culture de l'Iran
 (janvier 2018).

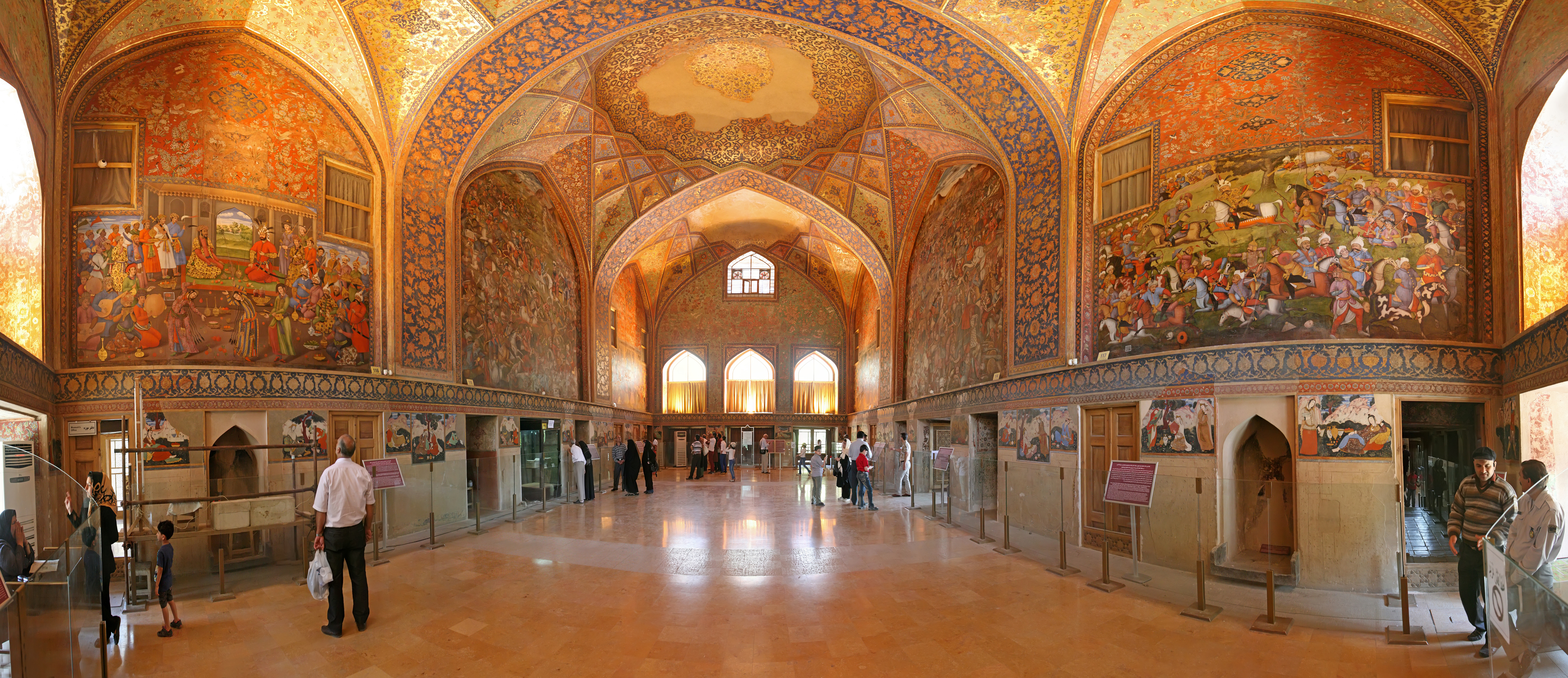
Intérieur du palais Chehel Sotoun d'Ispahan

La culture de l'Iran, vaste pays du Sud-Ouest de l'Asie, désigne d'abord les pratiques culturelles observables de ses habitants (83 000 000, estimation 2017}.
La première phrase du dernier livre de l'éminent iranologue Richard Nelson Frye à propos de l'Iran est la suivante :
« La gloire de l'Iran a toujours été sa culture. » (Greater Iran, xi)
Cette culture s'est manifestée sous diverses facettes au cours de l'histoire de l'Iran, facettes qui sont présentées dans cet article. Les éléments principaux de la culture iranienne sont : la langue persane et la mythologie iranienne, tirée du zoroastrisme et du culte de Mithra, l'islam sous sa forme chiite principalement, ainsi que tout l'art, la poésie et la littérature persane, kurde, azérie...

## Langues et peuples

### Langues
- Langues en Iran, Langues d'Iran
  - Afshar (langue), Arabe, Arabe mésopotamien, Arménien, Azéri
  - Baloutche, Bashkardi, Biyabuneki, Brahoui, Dialectes tats
  - Farizandi, Gilaki, Gurani, Hazara (dialecte)
  - Kachkaï, Khaladj, Kurde, Kurmandji
  - Lasgerdi, Lori (langue), Mazandarani, Néo-araméen oriental
  - Parthe (langue), Persan, Persan iranien
  - Semnani, Sivandi, Sonqor, Sorani, Soureth, Sourkhei
  - Talysh (langue), Turk du Khorassan, Yarandi, Zazaki
  - Domari
- Monde iranien, Peuples iraniens

La langue iranienne est une langue indo-européenne - influencée par l'arabe dans son vocabulaire - qui a été utilisée de manière continue depuis 2 500 ans. Elle fait partie du sous groupe des langues iraniennes.

### Peuples
- Groupes ethniques en Iran
  - Qarapapaqs (en), Nettoyage ethnique des Circassiens
- Diaspora iranienne[1],[2]
  - Diaspora iranienne en France[3]
  - Irano-Américains[4], Organization of Iranian American Communities (en)
  - Irano-Canadiens
  - Iranians in Germany (en)
  - Iranians in the United Arab Emirates (en)
- Immigration en Iran[5]

## Traditions

### Religion(s)
- Religion en Iran, De la religion en Iran
- Islam en Iran (98 %), chiisme (89-90 %, dont chiisme duodécimain), sunnisme (5-9 %, 7 000 000 environ)
  - Soufisme : confréries (tariqa) Safavieh, Nématollahi, Naqshbandiyya
  - Hijab en Iran (en)
- Autres religions
  - Bahaïsme (<1 %, 300 000 environ), Persecution of Bahá'ís (en)
  - Christianisme en Iran (< 1 %, estimés entre 120 000 250 000), dont des Orthodoxes
  - Zoroastrisme, Zoroastriens en Iran (25 000 environ en 2011), Persécution des zoroastriens
  - Yézidisme
  - Yârsânisme
  - Babisme
  - Mandéisme, Sabéisme, Judéo-christianisme
  - Judaïsme (9 000 environ en 2012), Histoire des Juifs en Iran, Persian Jews (en)
  - Autres religions de communautés
  - Hinduism in Iran (en)
  - Buddhism in Iran (en), Bouddhisme dans le monde
- Irréligion en Iran (en), Irréligion par pays
- Freedom of religion in Iran (en)

### Symboles
- Symboles de l'Iran
- Emblème de l'Iran
- Drapeau de l'Iran
- Sorud-é Djomhuri-yé Eslami, hymne national de l'Iran
- Devise nationale : استقلال.آزادی.جمهوری اسلامی (« Indépendance, Liberté, République Islamique »)
- Emblème végétal : tulipe
- Emblème animal : lion asiatique
- Père de la Nation, Figure allégorique nationale : Cyrus le Grand
- Épopée nationale : Shâh Nâmeh de Ferdauci
- Couleurs nationales : vert, blanc et rouge
- Plat national : Abgoosht Chelo kabab, Ghormeh sabzi
- Poètes nationaux : Ferdauci, Rumi, Hafez, Roudaki, Nezami Ganjavi, Saadi, Omar Khayyám, Nasir Khusraw, Adib Boroumand

### Folklore
- Folklore iranien
- Les Mille et Une Nuits, Liste des personnages des Mille et Une Nuits
- Tapis volant
- Nasr Eddin Hodja

### Pratiques
- Bazar

### Croyances
- Djinn
- Karkadann

### Mythologie
- Mythologie persane[6]
  - Anahita, Mithra, Bahaman, Verethragna
- Zoroastrisme
  - Mazdéisme, Avesta, Yazata, Parsisme, Zervanisme, Gathas
  - Bundahishn, Denkard, Calendrier zoroastrien, Sadeh, Norouz, Frashokereti
  - Fravashi, Faravahar
  - Ahura Mazda, Ahriman (Ahra Manyu), Amesha Spenta, Izeds, Būšāsp
  - Temple du feu, Tour du silence, Inhumation céleste, Maison des Chants
- Livre des Rois (Abu-Mansur Daqiqi, puis Ferdowsî), Grand Shah Nameh de Shah Tahmasp, Personnages du Shâh Nâmeh
  - Zal, Roudabeh, Rostam, Rakhch, Esfandiar, Katāyoun (en), Tahmineh, Sohrab
  - Zaboulistan, Mazandéran
  - Keyoumars, Djamchid, Fereydoun
  - Key Khosrow
  - Zahhak, Kaveh
  - Simorgh
  - Iskandar[7]
- Miniature persane

### Fêtes
Le Calendrier de Hejri-Sjamsi est le calendrier iranien, mis au point par Omar Khayyam. Des fêtes traditionnelles iraniennes sont réparties tout au long de l'année :
- Noruz, nouvel an iranien, à l'équinoxe de printemps (généralement le 21 mars), Hajji Firuz (en), Amu Nowruz (en)
- Sizdah bedar, fête du treizième jour, le treizième jour de l'année (généralement le 2 avril)
- Jashn-e Tirgan (Fête de l'eau)
- Jashn-e Sadeh (Fête du feu)
- Jashn-e Mehregan (en) (Fête d'automne)
- Shab-e Yalda (Fête de l'hiver)
- Chaharshanbeh suri, fête du mercredi, le dernier mercredi de l'année

## Société
- Catégorie:Lists of Iranian people by occupation (en)
- Société iranienne

### Groupes sociaux
- Ethnic minorities in Iran (en)
- Ethnicities in Iran (en)

### Femmes dans la culture iranienne
- Femme iranienne, Taarof, Tchador, Niqab
- Marriage, unions and partnerships in Iran
- Histoire des femmes en Iran, Organisation des femmes iraniennes
- Féminisme en Iran
- Avortement en Iran, Planning familial en Iran
- Révolution du football

Les femmes dans la culture iranienne ont toujours eu une place particulière. Le Zoroastrisme a fait de l'égalité des sexes un principe de base, et les femmes avaient un rôle important depuis l'époque Achéménide et sassanide. Ferdowsi, dans son Shâh Nâmâ, décrit une vingtaine de femmes qui sont toutes sages, intelligentes et respectables. Dans les Mille et une nuits, c'est une femme, Shéhérazade qui est la protagoniste principale de l'histoire.

### Famille
- Prénoms iraniens
- Prénoms perses, Liste des prénoms persans

### Éducation
- Éducation en Iran, Éducation en Iran (rubriques)
- Enseignement supérieur en Iran
- Francologie
- Science et technologie en Iran
- Mouvements intellectuels en Iran
- Philosophes iraniens, List of Iranian philosophers (en)
- Iranologie, Iranologues
- Grande Encyclopédie persane, Encyclopædia Iranica
- List of pre-modern Iranian scientists and scholars (en)
- List of contemporary Iranian scientists, scholars, and engineers (en)

### Droit
- Droits de l'homme en Iran
- Sur le site d'Amnesty International
- Droits LGBT en Iran, transidentité en Iran
- Peine de mort en Iran
- Prostitution en Iran
- Domestic violence in Iran (en)
- Chain murders of Iran (en)
- Blasphemy law in Iran (en)
- Lapidation en Iran (en)
- Corruption en Iran
- Crime in Iran (en)
- Drogues en Iran
- Richesse et pauvreté en Iran

### État
- Politique en Iran, Élections en Iran
- Liste des guerres de l'Iran
- Consolidation of the Iranian Revolution (en)
- Massacres in Iran :
  - Exécution des prisonniers politiques iraniens de 1988[8],[9],[10]
  - Mothers of Khavaran (en) (1981-1988)
  - 2016 West Iran clashes (en)

## Arts de la table

### Cuisine(s)
- Cuisine iranienne, De la cuisine iranienne
- Mazanderani cuisine (en)
- Kurdish cuisine (en)
- Cuisine azerbaïdjanaise
- Agriculture en Iran
- Plats végétariens iraniens, Mirza ghasemi, Kashk-e baademjan, Ash reshteh (en)
- Soupes : Āsh (en), Pomegranate soup (en)
- Plats : Chachlyk, Baghala ghatogh
- Pains : lavash, barbari, taftan, sangak = naan (Nān-e Barbari, Nān-e Lavāsch, Nān-e Sangak, Nān-e Tāftun)
- Épices : Advieh, Rhus coriaria
- Glaces : Faludeh
- Douceurs : Gaz

Dans la mythologie perse, la nourriture est si délicieuse et tentante que Ahriman (le diable) l'utilise pour corrompre le roi de la terre, causant ainsi l'apparition de deux serpents sur les épaules du roi, le transformant alors en un tyran, Zahhāk, le roi dragon.

### Boisson(s)
- Sharbat
- Ayran, Dough
- Parsi Cola (en), Topsia Cola (en), Zam Zam Cola
- Pomegranate juice (en)
- Jus de carotte
- Sekandjabin
- Aragh Sagi
- Samovar

#### Maisons de thé traditionnelles en Iran
Il y existe un nombre incalculable de maisons de thé traditionnelles (chai khaneh) en Iran, et chaque province présente ses propres caractéristiques par rapport à cette tradition ancienne. Cependant, il y a certains traits qui sont communs à toutes les maisons de thé, spécialement les aspects les plus visibles: le chai (thé) fort et le toujours présent Ghalyun. Presque toutes les maisons de thé servent du baqleh, des fèves cuites à la vapeur (dans leur cosse), servies avec du sel et du vinaigre, ainsi qu'une grande variété des desserts et de pâtisseries. De nombreuses maisons de thé servent aussi des repas complets, à bases de kababs ou de spécialités régionales.

## Santé
- Santé en Iran, De la santé en Iran,	Médecine en Iran
- Protection sociale
- Planning familial en Iran
- Alcohol in Iran (en), Beer in Iran (en)
- Smoking in Iran (en), Narguilé (shisha/hookah), Révolte du tabac (1891)
- HIV/AIDS en Iran, Kamiar and Arash Alaei incident (en), bioMérieux
- Eau en Iran, Water crisis in Iran (en)
- Avortement en Iran
- Médecine dans la Perse antique, Avicenne, Rhazès
- Kidney trade in Iran (en)
- Drogues en Iran
- PolyIran (en)

### Activités physiques

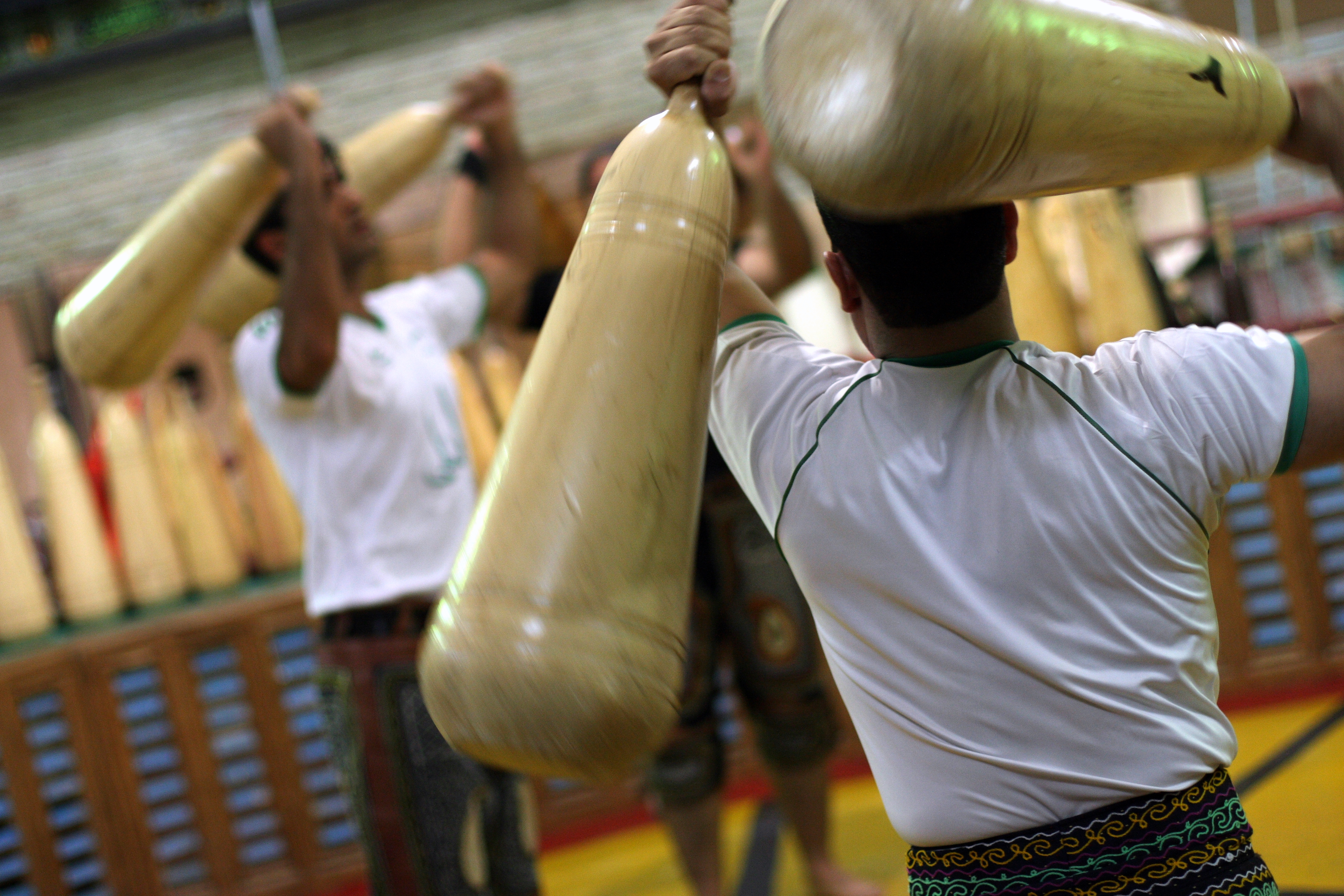
Pratique de la zurkhaneh à Yazd.

### Jeux traditionnels
- Le jeu de polo est originaire d'Iran. Les tribus iraniennes le jouaient aux temps anciens, et on pouvait assister à des parties jusqu'à la révolution islamique de 1979, moment où le jeu fut associé à la monarchie. Le polo est toujours joué en Iran, mais seulement dans les régions rurales et de manière discrète.
- Chaugan (tchovgan, polo)
- Alak Dolak (en), Baas-o-Beyt (en), Bait bazi (en), Chub bazi, Pasur (card game) (en), Shelem (en), Khar-polis (en)

### Sports
- Sport en Iran, Du sport en Iran
- Iran aux Jeux olympiques
- Iran aux Jeux paralympiques
- Sportifs iraniens, Sportives iraniennes
- Ski et sports d'hiver en Iran

### Arts martiaux
- La zurkhaneh iranienne.
- Varzesh-e Pahlavani ou Bâstâni
- Liste des arts martiaux et sports de combat
- Gholamreza Takhti (1930-1980), premier lutteur traditionnel iranien à reconnaissance internationale (en 1952)
- Jahan Pahlavan Ghar (de)
- Javānmardi (en), variante persane de la chevalerie ou du futuwwa arabe
- Histoire de l'entraînement physique (en)

## Média
- Médias en Iran, Média en Iran
- Communication en Iran
- Agence de presse de la République islamique
- Iranian Students' News Agency
- Mehr News Agency
- Censorship in Iran (en)
- Journalistes iraniens

### Presse
- Liste de journaux en Iran
- Hamshahri, Revue de Téhéran, Karnameh
- List of Persian-language magazines (en)

### Radio
- Radio en Iran

### Télévision
- Télévision en Iran
- Azeri protests in Iran (2015) (en)

### Internet (.ir)
- Iranian news websites
- Presse en ligne[11],[12]
- Blogueurs iraniens
- Cloob, réseau social
- Du surf sur internet en Iran[13],[14],[15]
- Internet censorship in Iran (en)
- La revue de Téhéran, mensuel culturel iranien en langue française
- Les lettres persanes, Suivez l'iran depuis l'Iran, revue bilingue français/anglais

## Littérature(s)

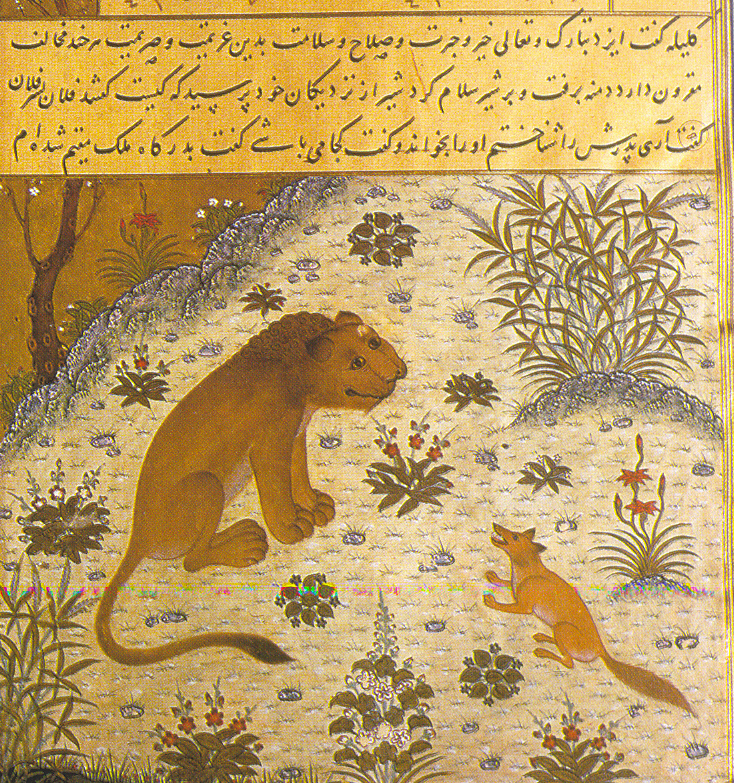
Pañchatantra : copie d'un manuscrit de 1429

- Littérature persane, De la littérature iranienne, Littérature de langue persane
- Persian literature in Western culture (en)
- Écrivains iraniens, Écrivains azéri
- List of Persian poets and authors (en)

La littérature persane a inspiré Goethe, Ralph Waldo Emerson et de nombreux autres. La langue iranienne est souvent considérée comme un moyen particulièrement efficace pour écrire de la poésie.

### Poésie
- Poésie iranienne
- Poètes iraniens
- Liste de poètes de langue persane
- Diwan (poésie)
- Beït (poésie)

#### Poésie classique
- Pañchatantra (avant 1000)
- Shâh Nâmeh (1000c, Ferdowsî)
- Qabus-Nameh (1082-1083)
- Rubaiyat (quatrains) (1100-1120, Omar Khayyam)
- Khamseh (Gandj Pandj, 1165-1198, Nizami)
- La Conférence des oiseaux (1177, Farid al-Din Attar)
- Majnoun et Leila, d'origine variée, puis par Nizami (1188), puis par Djami (1470-1480)
- Masnavi (1250c, Djalâl ad-Dîn Rûmî)
- Golistan et Bustan (1260-1270, Saadi)

## Artisanats
- Arts appliqués, Arts décoratifs, Arts mineurs, Artisanat d'art, Artisan(s), Trésor humain vivant, Maître d'art
- Artisanats par pays
- Artistes par pays
- Artistes iraniens, List of Iranian artists (en)
- Organisation du patrimoine culturel, de l'artisanat et du tourisme
- List of museums in Iran (en)
- Art iranien

Les savoir-faire liés à l’artisanat traditionnel relèvent (pour partie) du patrimoine culturel immatériel de l'humanité. On parle désormais de trésor humain vivant.
Mais une grande partie des techniques artisanales ont régressé, ou disparu, dès le début de la colonisation, et plus encore avec la globalisation, sans qu'elles aient été suffisamment recensées et documentées.
- Gul-i-bulbul

### Textiles, cuir, papier

#### Tapis persan

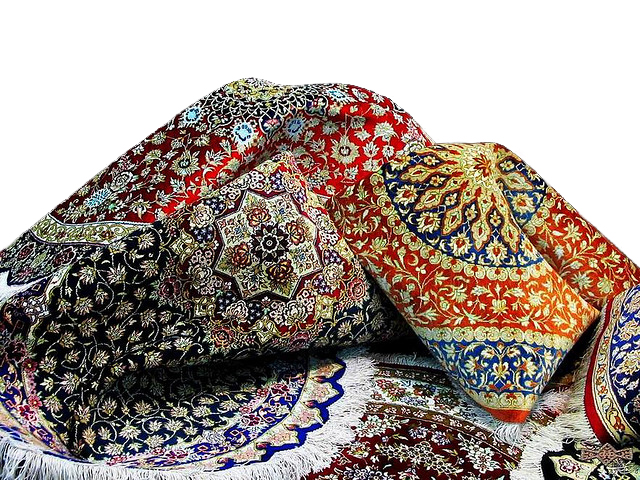
Tapis de soie de Maragha

Selon Gottfried Semper, ce sont des "moyens originaux pour séparer l'espace". Le tapis persan ont une histoire qui remonte à plus de deux millénaires.

### Bois, métaux
- Globe céleste (Louvre)
- Khatam kari

### Poterie, céramique, faïence
- Aiguière à tête de coq
- Céramique de Koubatchi

### Joaillerie, bijouterie
- Joyaux de la Couronne iranienne
- Daria-e nour

## Arts visuels
- Arts visuels, Arts plastiques, Art brut, Art urbain
- Art par pays, Artistes par nationalité
- Art iranien, Art en Iran
- Artistes iraniens, Artistes contemporains iraniens
- List of Iranian artists (en), List of Iranian women artists (en)
- Iranian modern and contemporary art (en)
- Musées en Iran
- Galeries d'art en Iran

L'art iranien a connu de nombreuses évolutions. L'esthétique unique en Perse est évidente depuis les reliefs Achéménides de Persépolis aux mosaïques de Bishapour. La période islamique a considérablement modifié les styles et les pratiques artistiques, chaque dynastie ayant un point d'attention particulier. L'ère Qajare fut la dernière étape de l'art persan classique, avant que le modernisme ne soit introduit en Iran et se fonde dans les éléments des écoles esthétiques traditionnelles.

### Arts anciens
- Liste des sites archéologiques d'Iran
- Art du relief rupestre dans l'Antiquité iranienne
- Art élamite
- Art sassanide

### Dessin
- Calligraphie persane
- Calligraphes iraniens
- Auteurs iraniens de bande dessinée
- Dessinatrices iraniennes
- Broderies (2003)

### Peinture
- Peintres iraniens, List of Iranian painters (en)
- Peintres par nationalité
- Peinture par pays

### Sculpture
- Sculpteurs iraniens
- Sculpture (rubriques), Sculpture par pays, Sculpteurs par nationalité

### Architecture
- Architecture iranienne
- Architectes iraniens, Architects of Iran (en)
- Architecture en Iran (rubriques)
- Architecture résidentielle persane traditionnelle
- Méthodes d'irrigation traditionnelles en Iran, Qanat, Ab anbar, Système hydraulique historique de Shushtar
- Urbanisme en Iran
- Architecture par pays, Architectes par nationalité, Ouvrages d'art par pays
- Liste des sites archéologiques d'Iran
- Art du relief rupestre dans l'antiquité iranienne

#### Jardin persan
Le jardin persan était dessiné afin de ressembler au paradis sur terre. On peut voir la place particulière qu'occupe le jardin persan dans l'architecture, les ruines et les peintures de l'Iran.

### Photographie
- Photographes iraniens, Photographes iraniennes
- Photographie

### Graphisme
- Graphistes iraniens
- Graphisme, Graphisme (rubriques), Graphistes

## Arts du spectacle
- Spectacle vivant, Performance, Art sonore
- Art public en Iran
- Arts de performance par pays (rubriques)
- Performing arts in Iran

### Musique(s)

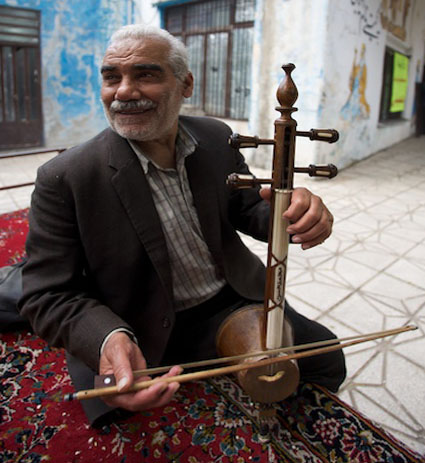
Joueur de kamanche à Kermanshah

- Musique d'Iran, Musique iranienne, Musique persane, Musique kurde
- Musiciens iraniens
- Compositeurs iraniens, Chefs d'orchestre iraniens
- Chanteurs iraniens, Chanteuses iraniennes
- Liste de compositeurs iraniens
- List of Iranian musicians (en) (du classique au rap)

La musique en Perse remonte aux jours de Barbod à la cour royale sassanide. La musique persane est celle dans laquelle de nombreuses cultures musicales (e.g. Flamenco) plongent leurs racines lointaines

### Danse
- Danse, Liste de danses, Danses par pays
- Danse traditionnelle, Danses traditionnelles
- Danse persane[17]
- Classical Persian dance (en)
- Danses traditionnelles d'Iran : kochari, halay, lezginka, Tapurian dance (en), chub bazi
- Assyrian folk dance (en), Assyrian dances
- Danses azerbaïdjanaises
- Kurdish dance (en)
- Les Ballets persans
- Iranian National Ballet Company (en)
- Chorégraphes iraniens
- Danseuses iraniennes

### Théâtre
- Théâtre par pays, Théâtre iranien[18]
- Théâtre persan (en)
- Historique du théâtre iranien traditionnel et d’inspiration européenne[19]
- Eve Feuillebois-Pierunek, Théâtres de Perse et d’Iran : aperçu général (2011)[20]
- Genres théâtraux : Ta'zieh, Ruhowzi
- Dramaturges iraniens
- Metteurs en scène iraniens
- Festival du théâtre iranien en exil, 6e édition en 2005
- Shanhrokh Moshkin Ghalam, metteur en scène de théâtre
- Ebrahim Makki, auteur de théâtre
- Manouchehr Namvarazd, auteur de théâtre et peintre
- Théâtre municipal de Téhéran
- Salle Vahdat[21]
- Fajr International Theater Festival (en)
- Festival des arts de Chiraz-Persépolis

### Cinéma
Avec plus de 300 récompenses internationales ces 25 dernières années, le cinéma iranien continue à être encensé dans le monde entier.
Le réalisateur le plus connu est sans doute Abbas Kiarostami.
- Réalisateurs iraniens, Réalisatrices iraniennes
- Scénaristes iraniens
- Monteurs iraniens
- Animateurs iraniens
- Acteurs iraniens, Actrices iraniennes
- Iranian film people
- Censure cinématographique en Iran
- Festivals de cinéma en Iran
- Récompenses : Simorgh de cristal, House of Cinema Ceremony (en)
- Films iraniens, Lists of Iranian films (en)

### Autres: marionnettes, mime, pantomime, prestidigitation
- Art iranien de la marionnette[22]
- Marionnettes en Iran[23],[24] : Pendj, Ketchek Pehlivan, Cheïtan, Hassan Ilodja, Shah Sélim...
- Donya Fannizadeh (en) (1967-2016)
- Tehran International Puppet Theatre Festival (en), Festival de la marionnette en Iran[25]
- Fajr International Theater Festival (en)

### Autres: vidéo...
- Jeux vidéo développés en Iran
- Le jeu vidéo en Iran[26],[27],[28],[29]

## Tourisme
- Tourisme en Iran
- Conseils aux voyageurs pour l'Iran :
  - France Diplomatie.gouv.fr
  - Canada international.gc.ca
  - CG Suisse eda.admin.ch
  - USA US travel.state.gov

## Patrimoine
- Iranologie
- Organisation du patrimoine culturel, de l'artisanat et du tourisme

### Héritage culturel de la Perse antique

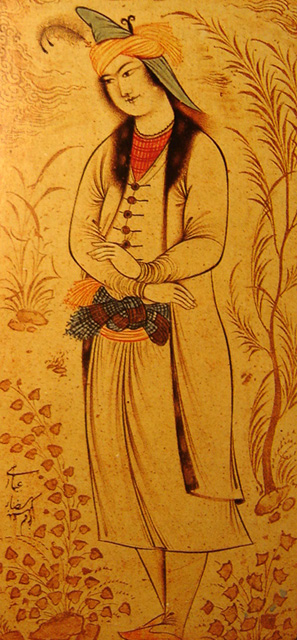
Prince Muhammad-Beik de Géorgie, 1620. Peint par Reza Abbasi. La peinture est conservée à Berlin, au Museum Für Islamische Kunst.

Comme le tapis persan qui montre des couleurs nombreuses et des formes disposées de manière chaude et créative, la culture perse est le ciment qui maintient ensemble les peuples d'Asie centrale et occidentale. Le célèbre iranologue Richard Nelson Frye a dit :
J'ai mis l'accent de nombreuses fois sur le fait que les peuples actuels d'Asie centrale, qu'ils parlent une langue iranienne ou turque, ont une culture, une religion, un ensemble de valeurs sociales et de traditions que seule une langue sépare.
La culture de la Perse s'est donc développée sur plusieurs milliers d'années. Mais, historiquement, les peuples de la république islamique d'Iran d'Azerbaïdjan ont la même origine, et sont reliés les uns aux autres en tant que partie du vaste ensemble appelé monde iranien. L'Arménie, la Géorgie et le Dagestan ont aussi été dans la sphère d'influence de la culture perse, et cela se voit en observant les ruines, vestiges et les œuvres littéraires de cette région.

### Contributions iraniennes à l'humanité
De l'humble brique au moulin à vent, les iraniens ont mixé l'art et la créativité. Ce qui suit est une liste de quelques contributions / inventions de l'Iran. La liste n'est pas destinée à servir le chauvinisme, mais plutôt destinée à illustrer le fait que comme d'autres civilisation anciennes, l'Iran/Perse est fière d'être un contributeur de longue date à l'évolution de l'humanité.
- (10 000 av. J.-C.) - Plus vieille domestication connue de la chèvre[31]
- (8 000 av. J.-C.) - Plus vieille culture du pain. Les premières céréales cuites ont été découvertes en Iran. La graine de l'époque portait le nom d'engrain.
- (6 000 av. J.-C.) - La brique. Les plus vieilles briques trouvées et datées sont perses, des environs de 6 000 av. J.-C.
- (5400 av. J.-C.) - Vin. Plus ancienne preuve irréfutable de production de vin[32].
- (5000 av. J.-C.) - Invention du Tar, qui a mené au développement de la guitare[33],[34]
- (3500 av. J.-C.) - La Roue. On situe généralement l'invention de la roue vers 3500 av. J.-C. à Sumer en basse Mésopotamie.
- (3400 av. J.-C.) - L'écriture. Les premiers documents écrits sont datés précisément et ont pour origine le site archéologique de Jiroft.
- (3000 av. J.-C.) - La ziggurat. La ziggurat de Sialk précède celle de Ur ou de n'importe laquelle autre des 34 ziggurats de Mésopotamie (sorte de temple de forme semi pyramidale dédié aux dieux selon certains et à l'astronomie selon d'autres).
- (2000 av. J.-C.) - Les Tulipes ont d'abord été cultivées en perse antique[35],[36]
- (1700 av. J.-C.) - La climatisation et le moulin à vent[37],[38] et par extension la tour du vent (badgir) sorte d'éolienne à axe vertical. Conçue pour capter la moindre brise et la diriger vers l'intérieur de la maison, elle crée ainsi un effet naturel de climatisation et de ventilation.
- (1400 av. J.-C.) - Le jeu de Backgammon apparaît dans l'est de l'Iran.
- (1400 à 600 av. J.-C.) - Le Zoroastrisme, une religion qui a eu un impact important sur le judaïsme et donc indirectement sur le christianisme et l'Islam. Certains experts, cependant, disent que Zoroastre est en fait né en 6184 av. J.-C. et était lui-même un partisan de la religion appelée Mehr introduite par Mehabad qui vivait 3593 ans avant Zoroastre, c’est-à-dire en 9777 av. J.-C.[39],[40]. Zoroastre n'était peut-être pas un persan, mais peut-être un Bactrien, peuple étroitement lié aux perses.
- (1000 av. J.-C.) - Le Qanat premier système d'irrigation des sols pour l'agriculture.
- (576 à 529 av. J.-C.) - Sous le règne de Cyrus II, le cylindre de Cyrus est réalisé. Il est considéré comme la première déclaration universelle des droits de l'homme. Il a été découvert en 1879 à Babylone et est maintenant conservé au British Museum[41],[42]
- (576 à 529 av. J.-C.) - Cyrus, pendant son règne, libère les juifs de leur captivité à Babylone.
- (521 av. J.-C.) - Le jeu de Polo[43]
- (500 av. J.-C.) Le service de poste[44],[45]
- (500 av. J.-C.) - Source de l'introduction du poulet domestiqué en Europe.
- (500 av. J.-C.) - Première culture de l'épinard.

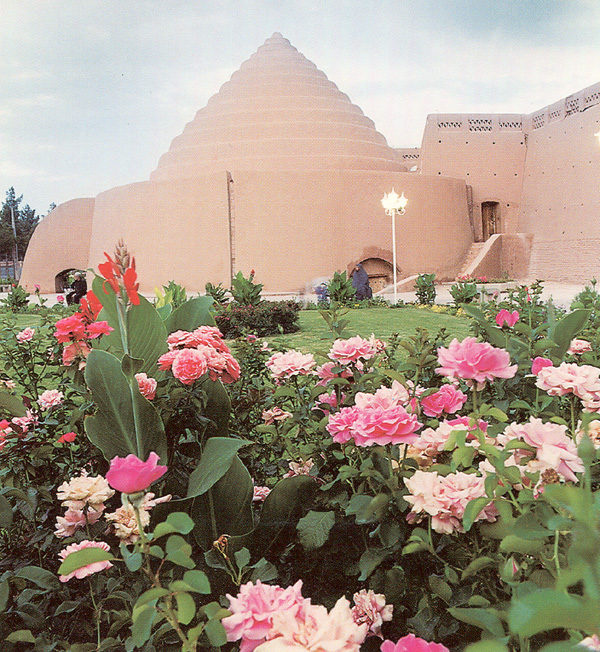
Une ancienne glacière appelée yakhchāl, construite à Kerman, Iran pour stocker de la glace pendant l'été.

- (400 av. J.-C.) - Yakhchals, réfrigérateurs anciens. (voir photo)
- (400 av. J.-C.) - Crème glacée[46],[32]
- (250 av. J.-C.) - D'après les fouilles archéologiques, les parthes auraient créé les premières batteries. Leur utilisation originelle est encore incertaine, bien qu'il soit envisagé qu'elles aient été utilisées pour la Galvanoplastie[47].
- (250 av. J.-C.) Creusement original d'un canal de suez[48],[44]
- (271) - premier hôpital d'enseignement
- (700) - Le biscuit.
- (762) - Dessin de Bagdad : la ville originale a été basée sur des précédents perses comme Firouzabad en Perse. Les deux architectes engagés par le calife al-Mansur étaient Nowbakht, un ancien zoroastrien persan et Mashallah un juif du Khorasan[49]
- (800) - Algèbre et Trigonométrie : de nombreux Iraniens, dont le célèbre Al-Khawarizmi, ont été directement responsables pour les avancées en algèbre, en médecine et en chimie mais aussi de l'invention de la trigonométrie[50],[51].
- (864-930) - Premier usage systématique de l'alcool en médecine : Rhazès[52]
- (1000) - Introduction du papier en occident[53]
- (935 - 1020) - Ferdowsi écrit le Shâh Nâmâ (Livre des Rois) qui permit la renaissance de la culture iranienne et l'expansion de la spère d'influence culturelle iranienne.
- (980 - 1037) - Avicenne, un médecin, rédige le Canon de la médecine, un des manuels fondateurs de la médecine moderne.

### Musées
- List of museums in Iran (en), Musées en Iran

#### Téhéran
- Joyaux de la couronne iranienne conservés à la Banque centrale d'Iran
- Musée d'art contemporain de Téhéran
- Musée du tapis
- Musée du verre et de la céramique de Téhéran
- Musée national d'Iran
- Musée Reza Abbasi

#### Autres villes
- Musée de la citadelle de Karim Khan, à Chiraz
- Jardin d'Eram à Chiraz
- Hammam d'Amir Ahmad à Kashan
- Musée paléolithique du Zagros, à Kermanshah
- Musée d'Azerbaïdjan (Tabriz)

### Liste du Patrimoine mondial
Le programme Patrimoine mondial (UNESCO, 1971) a inscrit dans sa liste du Patrimoine mondial (au 12/01/2016) : Liste du patrimoine mondial en Iran.

### Liste représentative du patrimoine culturel immatériel de l’humanité
Le programme Patrimoine culturel immatériel (UNESCO, 2003) a inscrit dans sa liste représentative du patrimoine culturel immatériel de l’humanité (au 12/01/2016) :
- 2009 : le Radif de la musique iranienne (2009)[54],
- 2009 : le Novruz, Nowrouz, Nooruz, Navruz, Nauroz, Nevruz (2009, partagé avec l'Azerbaïdjan, l'Inde, le Kirghizistan, le Pakistan, la Turquie et l'Ouzbékistan)[55],
- 2010 : les savoir-faire traditionnels du tissage des tapis à Kashan (2010)[56],
- 2010 : les savoir-faire traditionnels du tissage des tapis du Fars (2010)[57],
- 2010 : l’art dramatique rituel du Ta‘zīye[58],
- 2010 : la musique des Bakhshis du Khorasan[59],
- 2010 : les rituels du Pahlevani et du Zoorkhanei (2010)[60],
- 2011 : le Naqqāli, narration dramatique iranienne[61],
- 2011 : les compétences traditionnelles de construction et de navigation des bateaux iraniens Lenj dans le golfe Persique[62],
- 2012 : les rituels Qālišuyān de Mašhad-e Ardehāl à Kāšān[63],
- 2016 : la culture de la fabrication et du partage de pain plat Lavash, Katyrma, Jupka, Yufka[64](Azerbaïdjan, Iran (République islamique d’), Kazakhstan, Kirghizistan, Turquie),
- 2017 : le chogan, jeu équestre accompagné de musique et de contes[65].

### Registre international Mémoire du monde
Le programme Mémoire du monde (UNESCO, 1992) a inscrit dans son registre international Mémoire du monde (au 15/01/2016) :
- 2007 – Bayasanghori Shâhnâmeh (Le Livre des rois du prince Baysanghor)
- 2007 – Alvagfiyyehtor Rashidieh be Khatteh Vaghef fi Bayan Sharayyet Omur Olvagf va Masaref (Dotation du Rab’ i-Rashidi)
- 2009 – Documents Administratifs de Astan-e Qods Razavi dans l'ère safavides
- 2013 – Une collection de cartes d’Iran sous l'ère Qajar (1193-1344 calendrier lunaire / 1779-1926 calendrier géorgien)
- 2013 – Dhakira–yi Kharazmshahi (Trésors pour le roi de Choresmien), une encyclopédie médicale de von Ismail Jorjani
- à venir :
  - Al-Tafhim li Awa'il Sana'at al-Tanjim
  - Dhakhīra-yi Khārazmshāhī
  - El Panj Ganj de Nizami
  - Le livre des routes et des royaumes (Al-Masaalik Wa Al-Mamaalik)
  - Kulliyyāt-i Saʽdi

### Filmographie
- L'Autre Iran, cinq films documentaires réalisés par des cinéastes iraniens sur leur pays, leur peuple et les conditions de vie, l'Harmattan, Article Z, Paris, ADAV, 2009, 2 h 10 min (DVD)